# 1020
1020. је била преступна година.

## Догађаји
- Зима — Војвода Бернхард II од Саксоније устаје против цара Хахнриха II.
- Пролеће — Папа Бенедикт VIII посећује Немачку.
- 24. април — Папа Бенедикт VIII освештава манастир Светог Стефана у Бамбергу.
- Основан је Бигорски манастир. Манастир је подигао Јован I Дебранин, први архиепископ Охрида
- У Бугарској је основан Белашчински женски манастир.
- Хахнрих II покреће кампању против Балдуина Фландријског; немачке трупе заузимају Гент.
- Ованес Смбат постаје краљ Јерменије. Његова владавина је трајала до 1041. године.
- Победа Кореје над Киданима и успостављање границе дуж реке Јалу.
- Печенези су извршили муњевит препад на руске земље. Кнез Јарослав Владимирович није имао времена да реагује на време, а Печењези су, запленивши богат плен „... и учинивши много зла, отишли кући“.
- Кнез Јарослав Владимирович, који је 1019. године почео да прикупља информације о месту смрти свог брата Глеба, пронашао је његове мошти на левој обали реке Смедјане (лева притока Дњепра) и пренео их у Вишгород у цркву Светог Василија, где је сахрањен његов брат Борис Владимирович (убијен 1015. године).